# La Triola
La Triola és una masia de Susqueda (Selva) inclosa a l'Inventari del Patrimoni Arquitectònic de Catalunya.

## Descripció
La Triola es tracta d'un mas de planta rectangular que consta de tres pisos i que està cobert amb una teulada a dues aigües de vessants a laterals.
Amb el pas successiu del temps la masia ha estat objecte de múltimples intervencions, que s'han traduït a la pràctica en l'ampliació significativa de la seva integritat física. Així la primera ampliació està datada en el segle xvi. A aquest període correspon la construcció de planta rectangular de dos pisos i vessants a laterals. La planta baixa destaca el gran portal adovellat d'arc de mig punt amb unes dovelles de mida gran molt ben escairades i treballades, el qual està parcialment tapat per una petita construcció semi-circular coberta amb teula i que podria desenvolupar les tasques de forn. En el primer pis trobem una important finestra rectangular equipadada llinda monolítica, muntants de pedra i ampit treballat, sota del qual trobem la solució prototípica que consisteix en disposar dues o tres pedres com a mesura de reforç en la sustentació de la pesant finestra. En la llinda trobem incissa una petita ornamentació triangular coronada amb una creu.
El fet que el mas de la Triola estigués emplaçat en un terreny irregular comportant així un important desnivell acumulat, va possibilitar la segona intervenció datada en el segle xix. En el context d'aquesta es va procedir a l'ampliació significativa del mas per la part posterior, on el pendent natural del terreny va permetre la construcció d'una planta més, la inferior, destinada a serveis. En la planta baixa trobem dues obertures a destacar especialment el gran portal d'accés d'arc de mig punt constituït per unes dovelles bastant barroeres. En el primer pis contemplem dues obertures: la de l'esquerra consta de llinda, muntants i ampit treballat i exerceix les tasques de finestra. Mentre que la que està ubicada simètricament sobre el portal és rectangular i està projectada com a balconada i equipada amb un matusser ampit de ferro forjat. En la planta superior trobem tres grans arcades de mig punt. Tanca la façana un ràfec corregut que es prolonga per tot el perímetre físic de la masia, ja que és present en les quatre façanes de la construcció. Es tracta d'un ràfec prominent de fusta constituït a base de llates i tapajuntes.
Pel que fa al tractament dels exteriors s'ha optat per un procediment mixt, com és un semi-arrebossat el qual permet adonar-se de la composició dels murs a base de pedres fragmentades i blocs rústics manipulats a cops de martell i sense desbastar i treballar i tot lligat amb morter de calç.
Exempte trobem una petita construcció de planta rectangular, que consta de planta baixa i pis superior i que està coberta amb una teulada a dues aigües de vessants a laterals. Aquesta construcció està ubicada davant mateix del mas de la Triola i antigament desenvoluparia les tasques de dependències de treball adreçades a les tasques del camp o a la cria de bestiar.
La masia disposa d'un bon emplaçament, així a la seva esquena es pot gaudir d'un magnífic paisatge i d'unes vistes esplèndides, ja que des d'aquí es pot albirar perfectament la monumentalitat dels espadats que acullen el Santuari de la Mare de Déu del Far.
L'estat de conservació de la masia és molt bo i, per tant, no hi ha motius que hagin de fer patir per la seva integritat física.

## Història
El mas de la Triola apareix esmentat ja en el 1197 encara que l'edifici actual pertany a una reforma general de ben avançat el segle xvi.
Aquest mas cal contextualitzar-lo en l'antic veïnat de Fornils. Situat a la plana ondulada que s'estén entre la cinglera del Far i Casadevall i la petita serra de Sant Pau al sud. És travessada pel torrent de l'Om.
Aquest veïnat, avui deshabitat, està conformat per algunes masies, la majoria de les quals estan documentades des de finals del segle xiii, i d'altres edificis com el molí del Roure i les capelles de Sant Pau de Fornils, documentada des de l'any 1269 encara que l'edifici actual és del segle xix i Sant Pere de Fornils, romànica, de la que en resta només part de l'absis.